# Bothrocophias campbelli
Bothrocophias campbelli är en ormart som beskrevs av Freire-Lascano 1991. Bothrocophias campbelli ingår i släktet Bothrocophias och familjen huggormar. Inga underarter finns listade.
Arten förekommer i bergstrakter i sydvästra Colombia och norra Ecuador. Utbredningsområdet ligger 800 till 2000 meter över havet. Habitatet utgörs av molnskogar och andra fuktiga städsegröna skogar. Ibland besöks angränsande landskap. Bothrocophias campbelli jagar gnagare, ödlor och mindre ormar av släktet Atractus.
Etablering av jordbruksmark hotar beståndet. I Ecuador dödas några exemplar för några kroppsdelars skull som används i den traditionella medicinen. I utbredningsområdet inrättades flera skyddszoner. IUCN listar arten som sårbar (VU).